# 奈富塞山
奈富塞山（阿拉伯语：‎ Al Ǧabal al Gharbi），是利比亚西北部的一座山脉，位于首都的黎波里以南，该地区的最大城市是盖尔扬。